# 桑木崇明
桑木崇明 （1884年10月22日—1945年12月6日），原籍石川県，為第八任台灣軍參謀長，是臺灣軍事之中重要的一職，於台灣日治時期替台灣軍協助軍事發展，專責管理台灣軍。他的任期為1934年1月－1935年8月。
1938年6月18日任第110師團團長，1939年12月1日任参謀本部附。
| 前任： 大塚堅之助 | 台灣軍參謀長 1934年1月－1935年8月 | 繼任： 荻洲立兵 |